# Praia da Boa Viagem
A Praia da Boa Viagem é uma praia brasileira, localizada no bairro bairro homônimo em Salvador, a cerca de doze quilômetros ao sul do centro. Nela encontra-se a Igreja da Boa Viagem construída durante o século XVIII. A praia era local de desembarque de mercadorias. É famosa principalmente por ser o ponto de chegada da Procissão Marítima do Bom Jesus dos Navegantes, que acontece no primeiro dia do ano. O mar apresenta águas calmas e com poucas e fracas ondas, bem propício para a prática de esportes náuticos. As areias são douradas e, apesar de estreitas, abrigam barracas que servem petiscos típicos. O local é muito procurado pelos que gostam de admirar a bela vista da cidade e da Baía de Todos os Santos e também pela diversidade de mariscos encontrados nos bares e restaurantes locais.[carece de fontes?]
Devido ao maremoto de 1755, documentos contam que as águas se elevaram em três metros de altura.